# Cross Creek (película)
Los mejores años de mi vida (título original: Cross Creek) es una película dramática estadounidense de 1983 protagonizada por Mary Steenburgen. La película está dirigida por Martin Ritt y está basada en parte en la autobiografía de 1942 de Rawlings Cross Creek.

## Argumento
En 1928 Marjorie Kinnan Rawlings, una chica de ciudad que no tiene éxito como escritora, decide mudarse a Cross Creek en Florida después de que rechazasen su último manuscrito y compra allí una plantación de naranjas, que resulta estar en mal estado. Aun así empieza a hacer todo lo posible para sacarla adelante. Para ello contratará y recibirá ayuda de varios residentes.
Mientras tanto Rawlings trata de encontrar, otra vez, la posibilidad de tener éxito como escritora y se pone para ello en contacto con Max Perkins, el cual le ofrece consejos al respecto.

## Reparto
- Mary Steenburgen - Marjorie Kinnan Rawlings
- Rip Torn - Marsh Turner
- Peter Coyote - Norton Baskin
- Dana Hill - Ellie Turner
- Alfre Woodard - Beatrice "Geechee»
- Malcolm McDowell - Max Perkins
- Joanna Miles - Señora Turner
- Ike Eisenmann - Paul
- Cary Guffey - Floyd Turner
- Toni Hudson - Esposa de Tim
- Bo Rucker - Leroy
- Jay O. Sanders - Charles Rawlings
- John Hammond - Tim

## Recepción
Ritt dijo que sabía que la película  sería comercialmente un desafío. «Nadie en América está muy preocupado sobre el dilema del artista»,  dijo. La película resultó tener finalmente un escaso éxito de taquilla. Aun así, tuvo cuatro nominaciones al Óscar.

## Premios
- Premios NBR (1983): 1 Premio
- Festival de Cannes (1983): Nominada a la Palma de Oro
- Premios Oscar (1984): 4 Nominaciones
- Premios Artista Joven (1984): 1 Nominación